# Ковальський Андрій Степанович
Андрі́й Степа́нович Кова́льський (нар. 30 листопада 1980, Крижопіль, Вінницька область) — журналіст та ведучий «Факти. Спорт» на ICTV.

## Життєпис
Народився у родині педагогів. Матір — Ковальська Людмила Василівна, викладачка української мови та літератури в Крижопільській ЗОШ № 1. Батько — Ковальський Степан Васильович, пенсіонер. Працював головним редактором місцевої газети «Сільські новини», а пізніше — викладачем української мови та літератури у сільських школах Крижопільського району. Сестра — Руснак (Ковальська) Алла Степанівна, викладачка української мови та літератури в Крижопільській ЗОШ № 1.

### Освіта
З 1986 по 1997 рік навчався у Крижопільській ЗОШ № 1, закінчив зі срібною медаллю.
З 1996 по 1997 рік навчався у Малій академії наук (Вінниця). У 1997 році захистив наукову роботу на конкурсі науково-дослідних робіт з української мови на тему «Складні випадки розмежування другорядних членів речення» у Вінниці, а згодом — на Всеукраїнському конкурсі МАН України здобув третє місце.
З 1997 по 2002 рік навчався в Інституті журналістики Київського національного університету ім. Тараса Шевченка, спеціальність «журналістика».

### Кар'єра
Ще бувши студентом, почав працювати у ЗМІ. У 1998—1999 роках разом з товаришем створили на ТРК «Київ» дві спортивні програми — щоденну «СТН-Спорт» та щотижневу «СТН-Тижневик».
У 2000 році долучився до команди «Фактів» на ICTV як спортивний журналіст програми «Факти. Спорт». З літа 2002 року почав працювати ведучим новин. Перша поява в кадрі на ICTV — під час Чемпіонату світу з футболу, який на той момент транслював телеканал. З 2008 року очолює спортивну редакцію каналу.
У 2011 році взяв участь у кількох спортивно-розважальних проектах — «Битва націй» та «Останній Герой» (переможець першого сезону). Був співавтором та співведучим проектів «Штрафний удар», «Щоденники чемпіонатів світу», «3-й тайм».

## Сім'я
Одружений, має двох дітей. Дружина — Хитрик Тетяна Миколаївна. Діти: син Назар 2015 р.н., донька Поліна 2017 р.н.